# Piedra Gorda, Zacatecas
Piedra Gorda är en ort i Mexiko.   Den ligger i kommunen Cuauhtémoc och delstaten Zacatecas, i den centrala delen av landet, 500 km nordväst om huvudstaden Mexico City. Piedra Gorda ligger 2 069 meter över havet och antalet invånare är 1 007.
Terrängen runt Piedra Gorda är platt österut, men västerut är den kuperad. Runt Piedra Gorda är det ganska tätbefolkat, med 60 invånare per kvadratkilometer. Närmaste större samhälle är San Pedro Piedra Gorda, 6,9 km söder om Piedra Gorda. Trakten runt Piedra Gorda består till största delen av jordbruksmark.